# フンボルト大学ベルリン

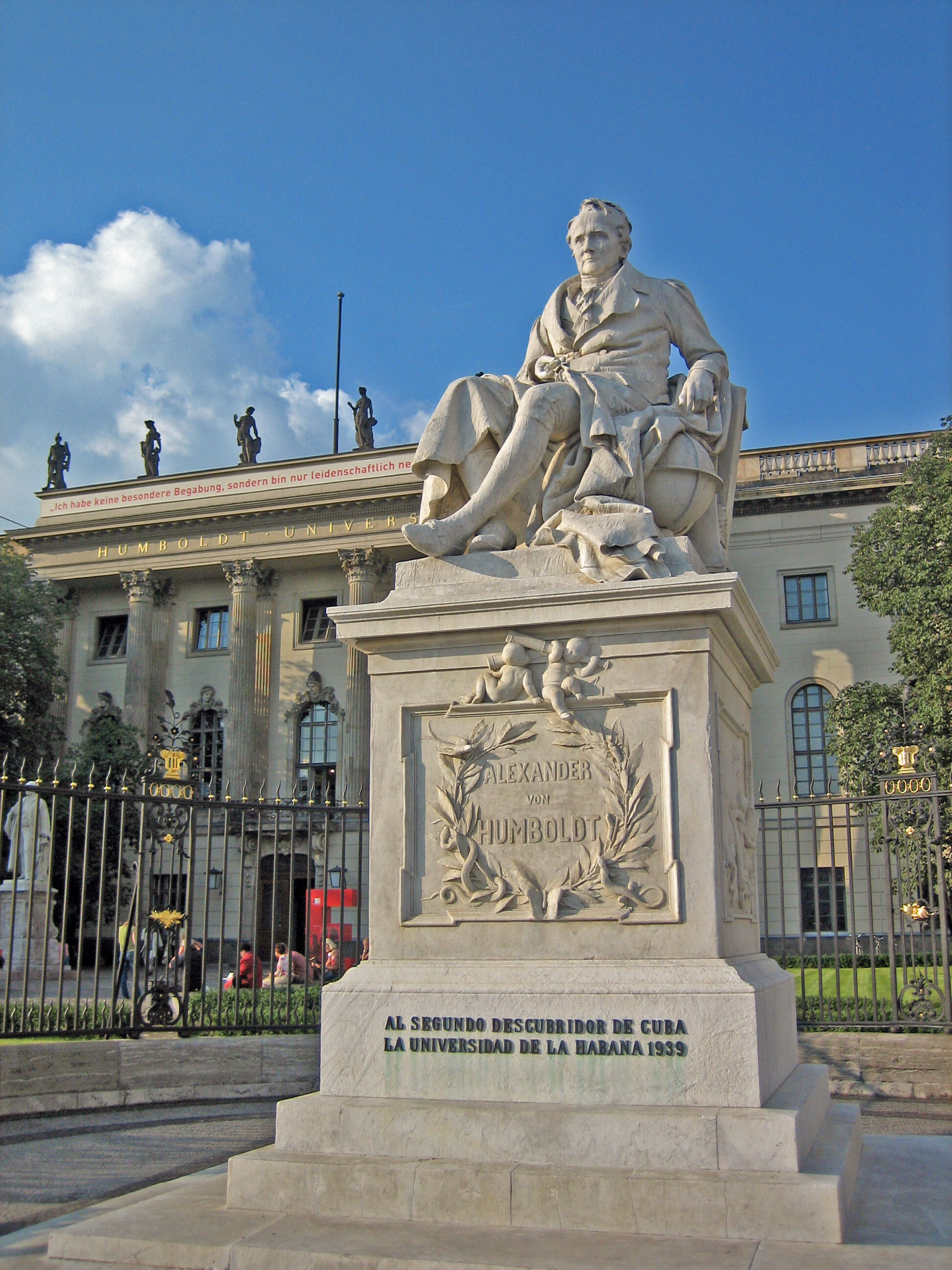
アレクサンダー・フォン・フンボルトの像 (Alexander-von-Humboldt Denkmal)

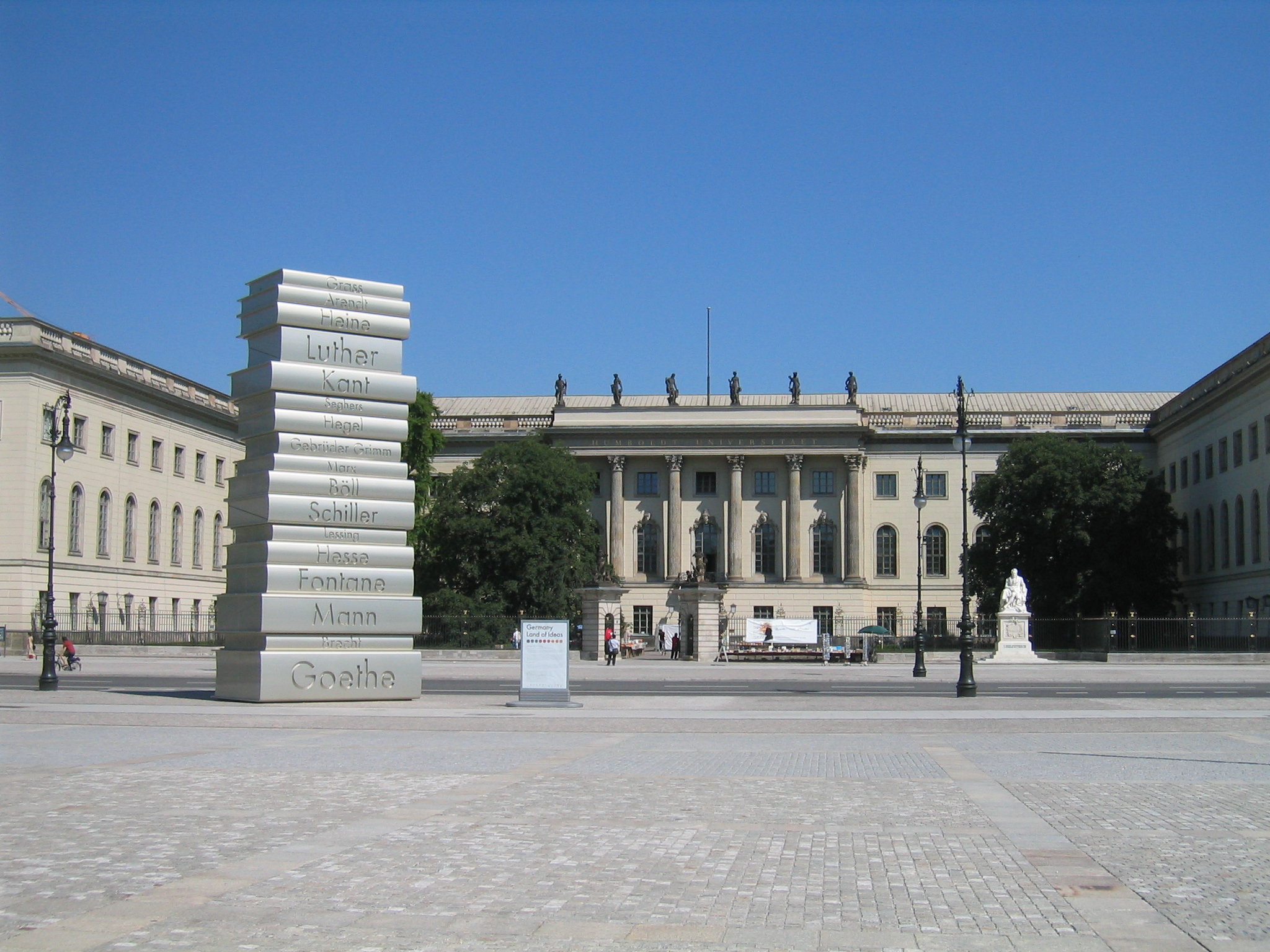
フンボルト大学・本館 (Hauptgebäude der HU Berlin)

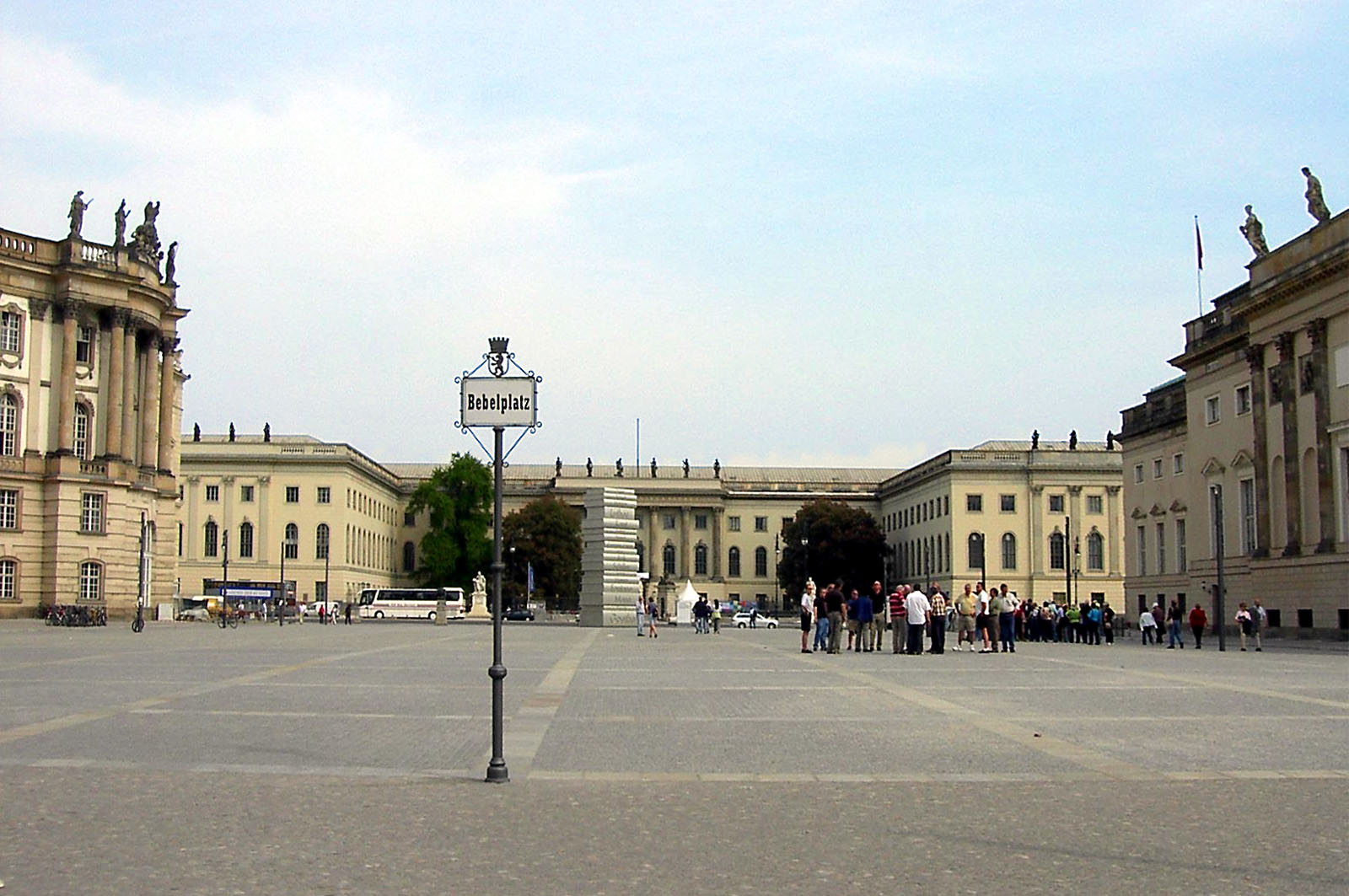
フンボルト大学・本館 (同上)

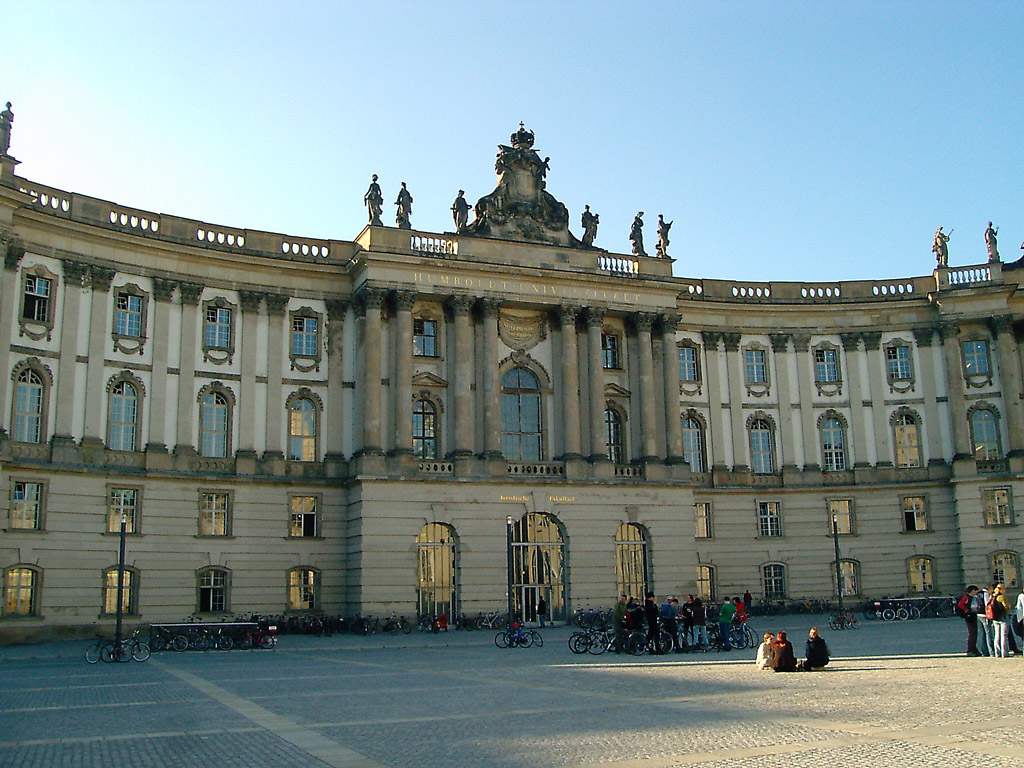
フンボルト大学・法学部の建物 (Gebäude der juristischen Fakultät)

ベルリン・フンボルト大学（ベルリン・フンボルトだいがく、Humboldt-Universität zu Berlin）は、1810年、教育改革者で言語学者のヴィルヘルム・フォン・フンボルトによってフリードリヒ・ヴィルヘルム大学 (Friedrich-Wilhelms-Universität) として創立されたベルリンで最も古い大学である。東ドイツ支配下でフンボルト大学と改称され、ドイツ再統一後に現称フンボルト大学ベルリン(＝通称ベルリン・フンボルト大学)となる。
1945年以前は、「ベルリン大学」として名が通り、欧米諸国や日本の近代大学教育に多大なる影響を与えた。最近ではTimes Higher Education (タイムズ・ハイアー・エデュケーション) の世界大学ランキングにおいて、2016年に49位となり、毎年100位以内にランクインする、ドイツおよびヨーロッパを代表する名門大学の一つである。
2005年のドイツ国内におけるエクセレンス・イニシアティブ（Exzellenzinitiative）に指定された11の大学の一つ。
ベルリン・フンボルト大学出身/所属のノーベル賞受賞者は55人にのぼる。ノーベル賞受賞者の大学別ランキングでは、世界で13位、ヨーロッパでは、ケンブリッジ大学、オックスフォード大学に続き3位、ドイツ国内においては1位である。過去には、特に相対性理論で有名な理論物理学者、アルベルト・アインシュタインも10年以上に渡り同大学教授として働いていた。
以下、本項では「フンボルト大学」と呼称する。

## 沿革

### 設立の経緯
18世紀を通してドイツ文化圏において新興勢力として伸張しつつあったプロイセン王国は、フリードリヒ・ヴィルヘルム3世治下、19世紀に入るや市民革命の拡大を目するナポレオン軍と衝突し、国家存亡の危機に陥った（1806年-1807年）。この危機を打開しようと、シュタイン・ハルデンベルクの政治改革、グナイゼナウらによる軍制改革など近代化に向け諸改革がなされたが、教育の近代化の一環としてフンボルトの主導により、ブランデンブルク地域最初の大学として1810年に創立された。
1812年にプロイセン王国のユダヤ人には市民権が与えられ、一方、イェーナ大学（1558年創立）やギーセン大学（1607年創立）等の学生は、国に対し自由主義的改革やドイツ統一を求めるブルシェンシャフトを結成したが、同大学の学生や教授が参加していたことはうかがえない。
さらにボンには1818年、同じく王の名を冠したライン・フリードリヒ・ヴィルヘルム大学ボンも設置された。

### 発展
ウィーン大学、ハイデルベルク大学など中世来の歴史を持つ大学に伝統では及ぶべくもないが、初代の学長に
ヨハン・ゴットリープ・フィヒテ、2代目フリードリヒ・カール・フォン・サヴィニー、1830年にはゲオルク・ヴィルヘルム・フリードリヒ・ヘーゲルがその後任となるなど、当代随一の学究を招き、復興したプロイセン王国の勢力拡大にあわせるかのように有力な大学となっていった。さらに、プロイセン王国が根幹となりドイツ帝国が成立すると、その首都に位置する大学として政府の強い支援を受けるなどにより更なる発展を遂げ、ドイツ文化圏を代表する大学となった。「1880年に4000であったベルリン大学の学生数は、1908年には8000となった」。
フンボルト大学は、国家からの「学問の自由」の標語の下に、研究者と学生が自主的な研究に基づき、真理と知識の獲得を目的として、カントの理論に基づき、法学、神学、医学といった伝統的な学問領域を軸としつつも、これら3つの学問のみならず、自然科学を含めてすべて学問の理論的な研究を哲学が指導するという教養大学モデルを採用した。フンボルト大学は、研究と教育の一体化を図るとの革命的な発想の転換により各国の大学のモデルとなり、その産業形成を支えた。
ヴィルヘルム・フォン・フンボルトの弟であるアレクサンダー・フォン・フンボルトがカール・リッターとともに近代地理学の嚆矢となったように、多くの新しい科学的な分野を包含するための開拓がなされている。当時のフンボルト大学を代表する学者としては、化学分野ではアウグスト・ヴィルヘルム・フォン・ホフマン、物理分野では、ヘルマン・フォン・ヘルムホルツ、数学者では、エルンスト・エドゥアルト・クンマー、レオポルト・クロネッカー、カール・ワイエルシュトラス、医学の分野では、ヨハネス・ペーター・ミュラー、アルブレヒト・フォン・グレーフェ、ルドルフ・ウィルヒョーそしてロベルト・コッホといった顔ぶれが挙げられる。 
この時期に、フンボルト大学は徐々に他のベルリンの高等教育機関を組み込んで拡大していった。その代表が医学部付属病院のシャリテー（Charité）であろう。シャリテーの前身は、フリードリヒ1世による1717年のペスト防止の検疫所で、兵隊王フリードリヒ・ヴィルヘルム1世 (プロイセン王)の"Es soll das Haus die Charité（これは、チャリティの家である）"の言葉を伴った下賜により1727年に設立されたものである。それが1829年までにフンボルト大学医学部のキャンパスとなり、1927年には、より近代的な大学病院設備が建設された。
1810年に設立した博物学の収集物は、1889年には別の建物が必要となるほどとなり、独立してドイツ最大の自然史博物館である自然博物館（Museum für Naturkunde　通称:フンボルト博物館）となった。また、1790年に設立された獣医学校は、1934年に吸収され、獣医学研究施設の基礎となったし、1881年に設立されたベルリン農業高等学校（ Landwirtschaftliche Hochschule Berlin）は農学部へと発展していった。 
日本からも新興国において範を垂れるべき大学として多くの人材が学び、森鷗外・北里柴三郎・高橋順太郎・寺田寅彦・肥沼信次・宮沢俊義といった日本の学術界を担う人材の留学が見られる。

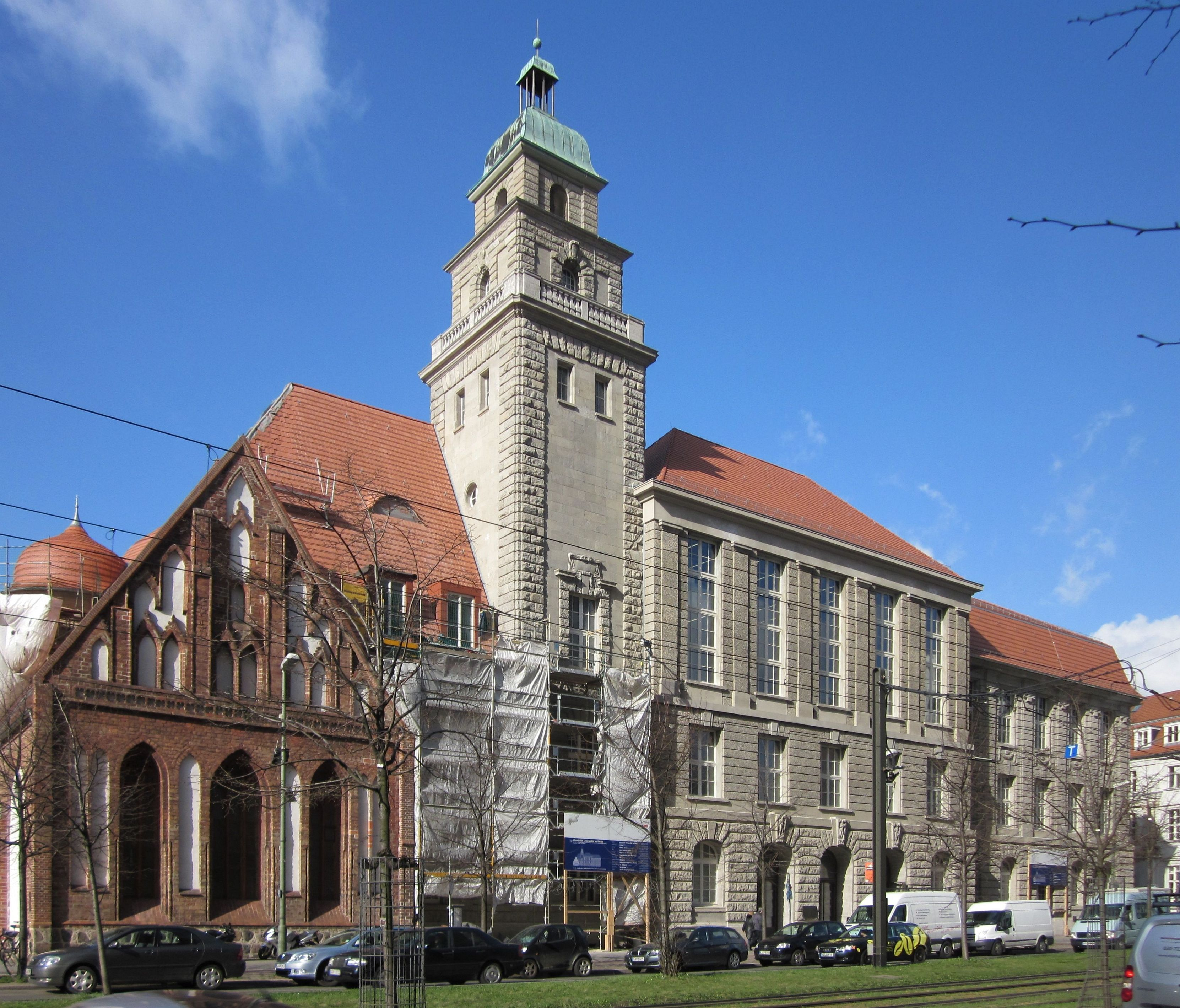
経営学部（元ベルリン高等商業学校/ベルリン商科大学）

現在経営学部が入っている建物には、1906年創立のベルリン高等商業学校（de:Handelshochschule Berlin）があった。同校は実践的な経済教育を提供することを目的としてベルリン商人組合（de:Berliner Kaufmannschaft）の主導で設立され、初代学長には歴史学者のイグナツ・ヤストロウ（de:Ignaz Jastrow）が就いた。1920年にベルリン商工会議所（de:IHK Berlin）が管轄する公立校となり、1935年にベルリン商科大学（Wirtschaftshochschule Berlin）に改称し、第二次世界大戦後にフンボルト大学ベルリンに統合された。1920～30年代には上田貞次郎が在外研究員をしていたのをはじめ、八木助市、平井泰太郎、増地庸治郎、天野健雄、中西寅雄、佐々木道雄 (経営学者)、阿部利雄など多くの日本人留学生が学んだ。

### 第三帝国下の状況
1933年にナチスが政権をとりヴァイマル共和国が事実上崩壊すると、ドイツの他の大学同様、ナチスの教育機関と化した。この年の5月10日には、大学前のオペラ広場（現在のベーベル広場）において、20,000冊に及ぶ大学図書館の書籍が、退行的・体制批判的として、ヨーゼフ・ゲッベルス指導の下、SAの監視下焚書された。現在、この行為のモニュメント『焚書の記憶のための記念碑（空っぽの図書館）』が広場の中央に建てられており、20,000冊分の空きをもった書架とハインリヒ・ハイネの作品からの以下の一節が記されたプレートを見ることができる。 
"Das war ein Vorspiel nur, dort wo man Bücher verbrennt, verbrennt man am Ende auch Menschen" 
(これは、序章に過ぎなかった。本を焼く所は、遂には、人をも焼くのである)

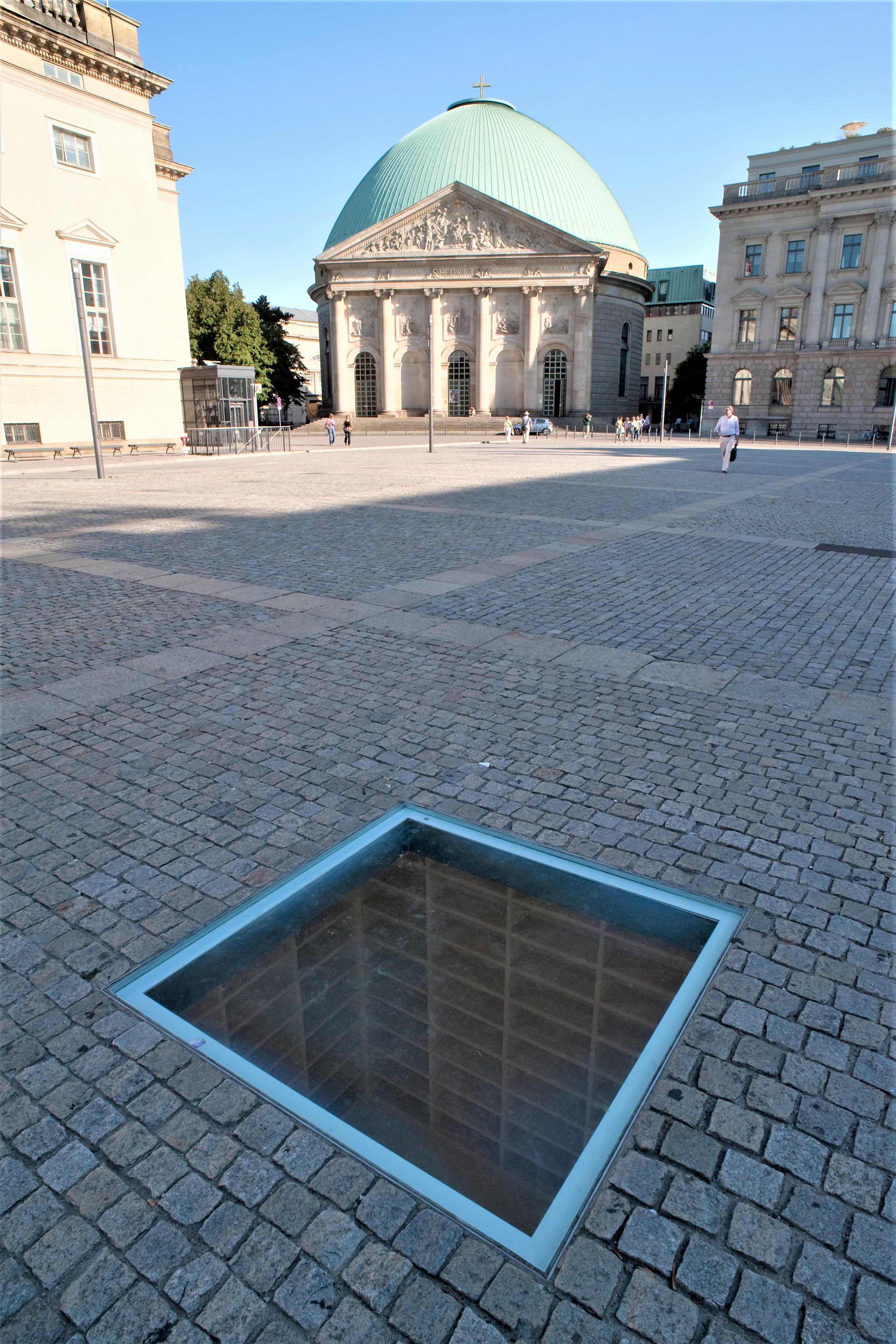
焚書の記憶のための記念碑（空っぽの図書館）
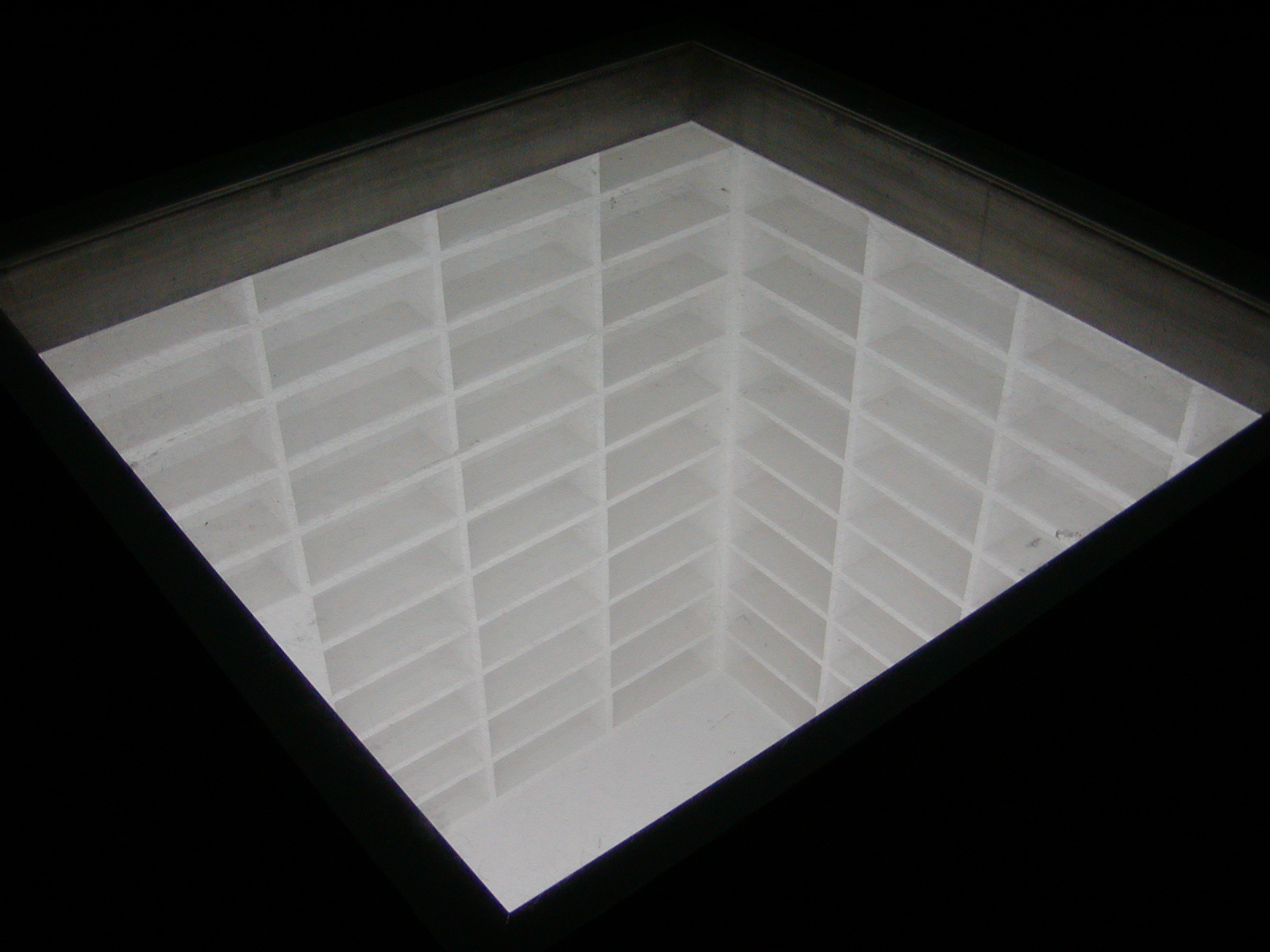
記念碑の内部、夜間はライトアップされる。
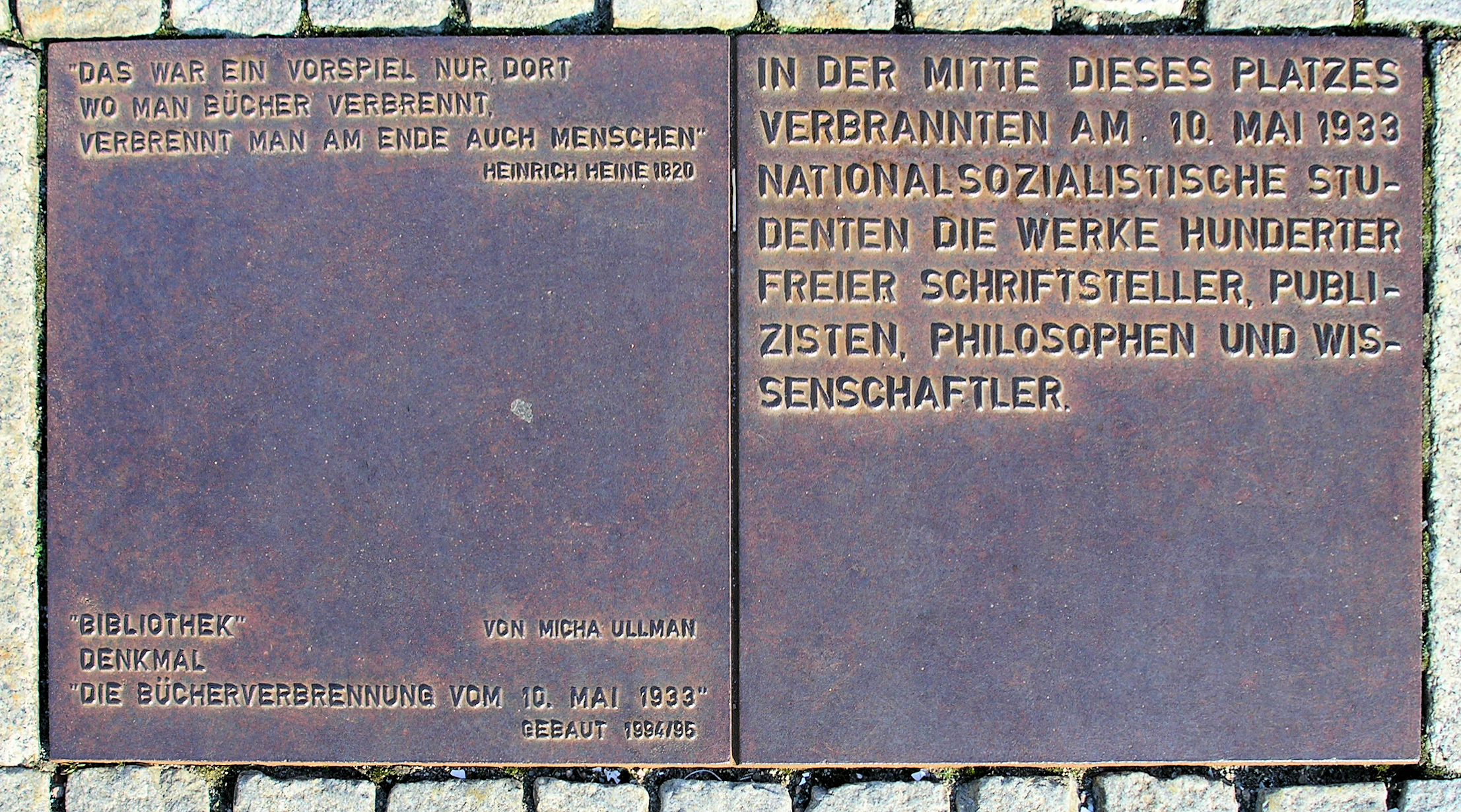
ハイネの作品の一節が記されたプレート

1933年から1934年にかけて、職業官吏再建法（"Gesetz zur Wiederherstellung des Berufsbeamtentums"　略称:Berufsbeamtengesetz (BBG)）により、約250人のユダヤ系の教授等が解職・解雇され、多くの学位が廃された。学生や研究者もナチスに抗するものは容赦なく放逐され、この時期にスタッフの約1/3は解雇されたと見られる。

### 第二次大戦終了後の再開とベルリン自由大学の分離
ドイツ敗戦後、ベルリンが戦勝4か国によって分割占領されると、当学は、ソ連占領地域である東ベルリンに位置することになった。ソ連占領当局が大学統制を強める中、これに反発する学生や同調する教授・研究者はマックス・プランク研究所などの協力を得て、1948年にベルリン西側占領地域のダーレム地区に新たな大学の運営を開始した。これがベルリン自由大学である。

### 東ドイツ時代
第二次世界大戦後は東ベルリン側に位置することになり、1949年に王名を嫌った共産主義政権によりフリードリヒ・ヴィルヘルム大学からフンボルト大学に改称された。そして、ドイツ民主共和国（DDR、東ドイツ）の崩壊まではドイツ社会主義統一党（SED）の厳格な思想統制の下に置かれた。民主的な反体制勢力が、大学キャンパスで拡大することを防ぐため、学生は党の方針への従順さに応じて選抜された。そのためか、学生や学者らは1989年の民主革命において、あまり重要な役割を担うことが無く、ドイツ再統一直前の1990年の時点においてでさえ、SEDの元党員でシュタージのスパイとの噂のあるハインリッヒ・フィンク(Heinrich Fink)を学長に選出するほどであった。

### 再統一から現在
ドイツの再統一後、大学は旧・西ドイツの教授たちが委員を務める「組織人事委員会」の下で根本的に再編された。社会科学および人文科学の学部では、教員は「清算」プロセスに服し、従業員の契約は解除され、その職は主に旧・西ドイツの新しい学者たちに開放され、年配の教授たちは早期退職を勧奨された。旧・東ドイツの高等教育システムには、常勤の助教、講師、その他の中間レベルの学術職がはるかに多く存在していたが、統一後、これらの職位は旧・西ドイツのシステムとの整合性を図るため、廃止または一時的な職位に転換された。その結果、1998年時点でフンボルト大学の旧・東ドイツの中間層の学者は、10％程度しか職位を維持していなかった。一方、変革を通じて、大学の東欧の機関との研究と交流の連携は維持され、安定化された。
現在、フンボルト大学は旧・西ドイツの大学をモデルにし、ベルリン自由大学と同様の形態をとった国立大学であり、多くの学生数（2014年時点で36,986人、そのうち外国人学生が4,662人以上）を抱えている。

## 学部

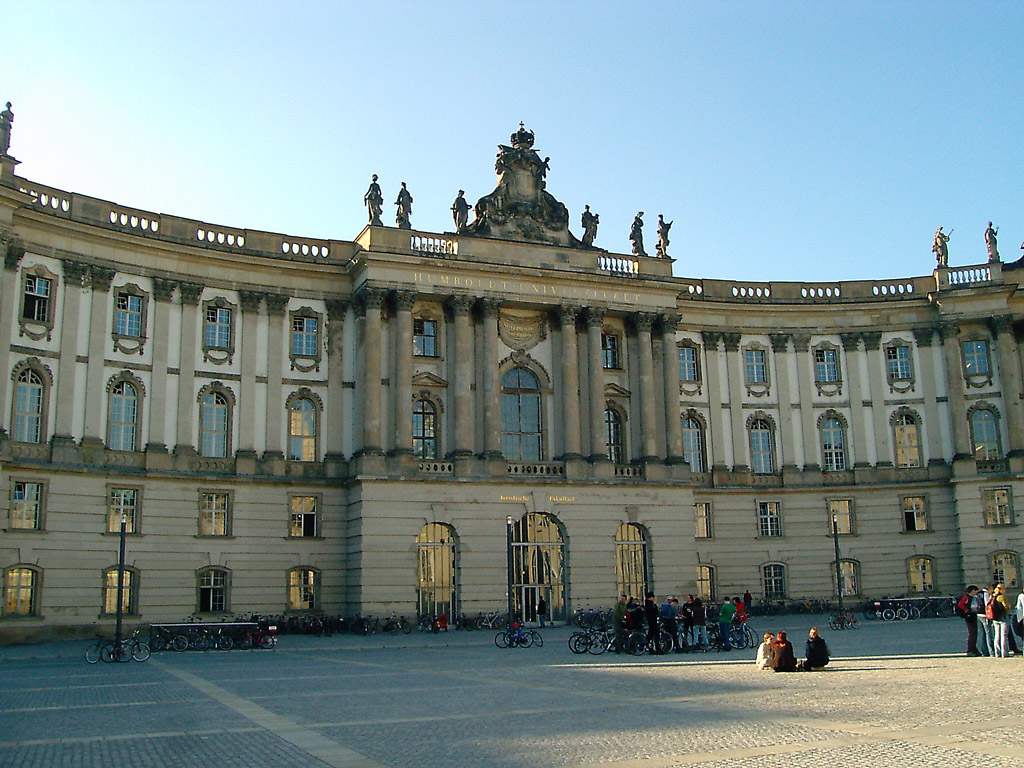
フンボルト大学・法学部の建物 (Gebäude der juristischen Fakultät)

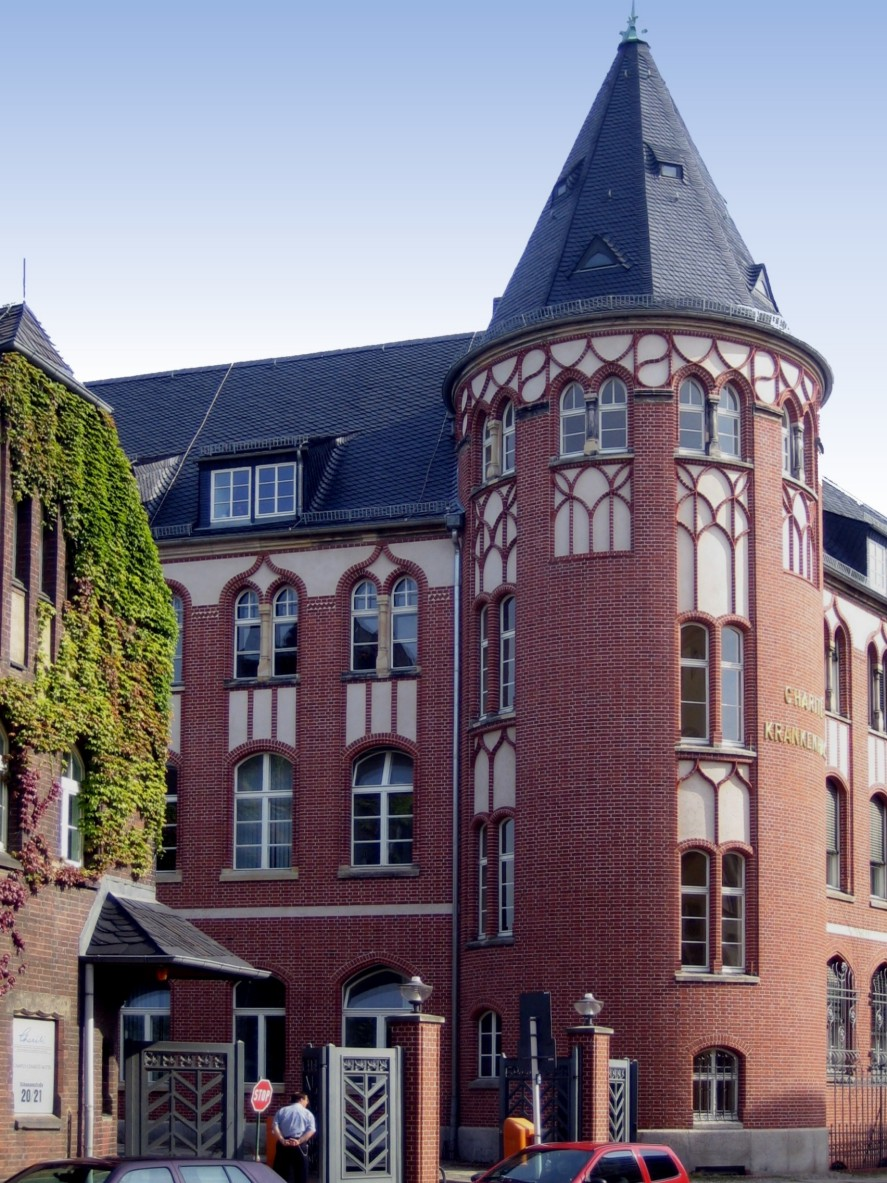
医学部の建物 (Gebäude der Charité)

フンボルト大学は、合計189の学部を擁し、大きく分けると、主に以下の9学部により構成される。それぞれの学部にいくつかの研究機関が含まれている。
- Juristische Fakultät 法学部
- Lebenswissenschaftliche Fakultät 生命科学部 (農学、庭園学、生物学、心理学）
- Mathematisch-Naturwissenschaftliche Fakultät 理学部（化学、地理学、計算機科学、数学、物理学）
- Philosophische Fakultät 哲学部（哲学、歴史学、人類学、図書館情報学）
- Sprach-Literaturwissenschaftliche Fakultät 言語・文学部（文学、言語学、スカンディナヴィア学、ロマンス学、イギリス・アメリカ研究、スラヴ・ハンガリー学、古典文学）
- Kultur-Sozial-Bildungswissenschaftliche Fakultät 文化・社会・教育学部（社会学、比較文化、アジア・アフリカ学、教育学、スポーツ科学、音楽・メディア学、ジェンダー研究学、リハビリテーション科学、教育品質研究所）
- Volks-Betriebswirtschaftswissenschaftliche Fakultät-人民経営学部・経済学部
- Theologische Fakultät 神学部
- Charité-Universitätsmedizin Berlin 医学部（シャリテー・ベルリン大学病院) (ベルリン自由大学との共同学部)

さらに、以下の独立研究機関が付属している。
- Museum für Naturkunde 自然博物館
- Großbritannien-Zentrum 英国研究センター

## キャンパス

### Campus Mitte (中央キャンパス)
中央キャンパスは、ほぼ全ての文系学部 (法学部、精神・人文科学、社会学、経済学など) の建物・研究施設が集中する、三つのフンボルト大学キャンパスの中で一番古いキャンパスである。
名前の通りベルリンの街の中のミッテ区の旧ミッテ地区に位置、ウンター・デン・リンデンに面し、ベルリン国立歌劇場、ベーベル広場、ジャンダルメンマルクト、ブランデンブルク門、ムゼウムスインゼルなどといった観光地のすぐ近くに立地する。
同キャンパス内にはサービスセンター (Studierenden-Service-Center)や、大学図書館も存在する。
本館（通称: "Palais des Prinzen Heinrich"） は、プロイセン王フリードリヒ2世の命により、その弟であるハインリヒ王子のために建設された離宮を転用したものである。

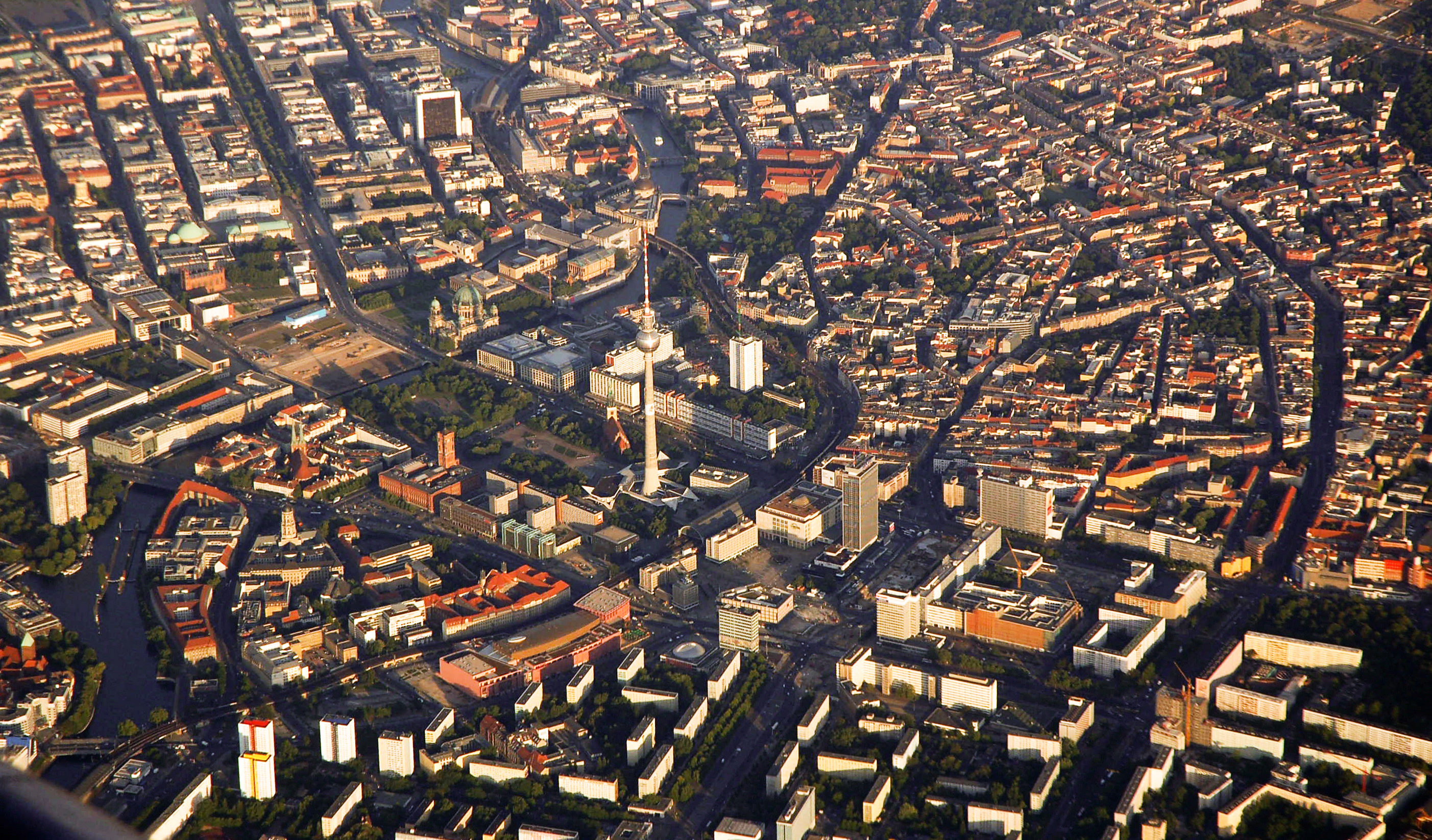
ベルリン中心部 (Berlin-Mitte im Luftbild)
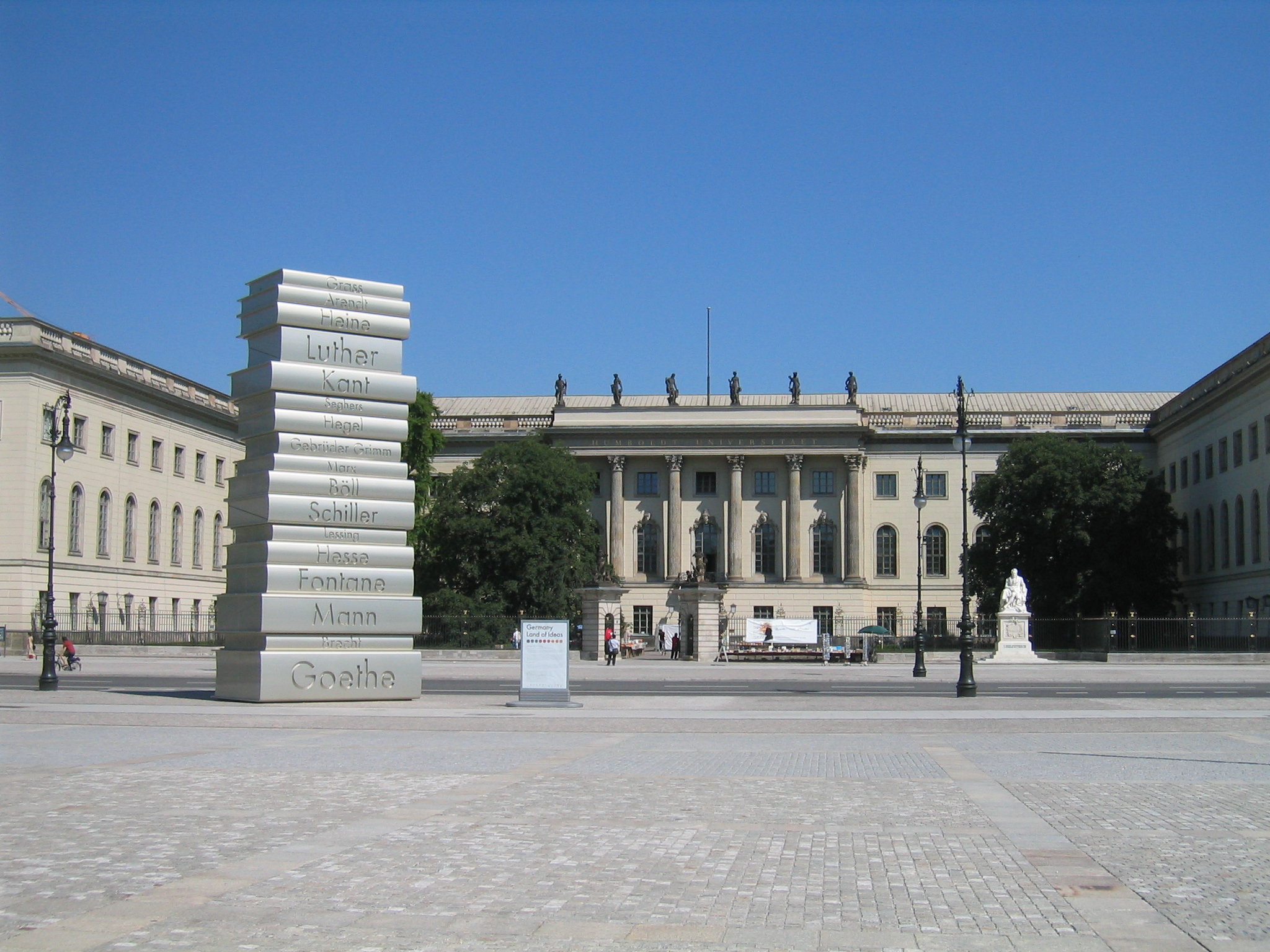
フンボルト大学・本館 (Hauptgebäude der HU Berlin)

### Campus Nord (北キャンパス)
北キャンパスは、ミッテ区のヴェディング地区にある。
同キャンパスには第一に、農学部、庭園学、生物学にアジア・アフリカ学の研究施設が存在する。
またフンボルト大学とベルリン自由大学の共同施設であり、ヨーロッパ最大の大学病院であるシャリテー・ベルリン大学病院、更にドイツ最大の自然博物館であるフンボルト博物館も同キャンパス上に位置する。

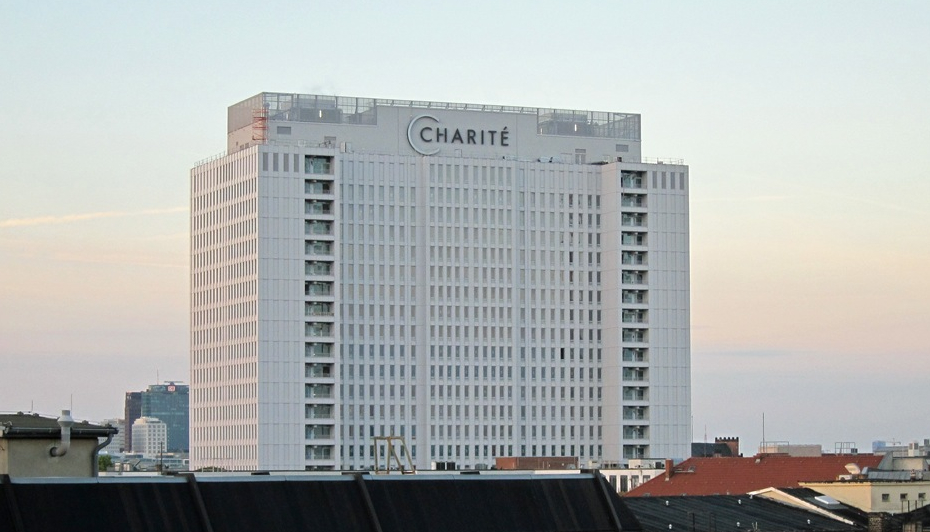
シャリテー大学病院 (Universitätsklinik Charité)
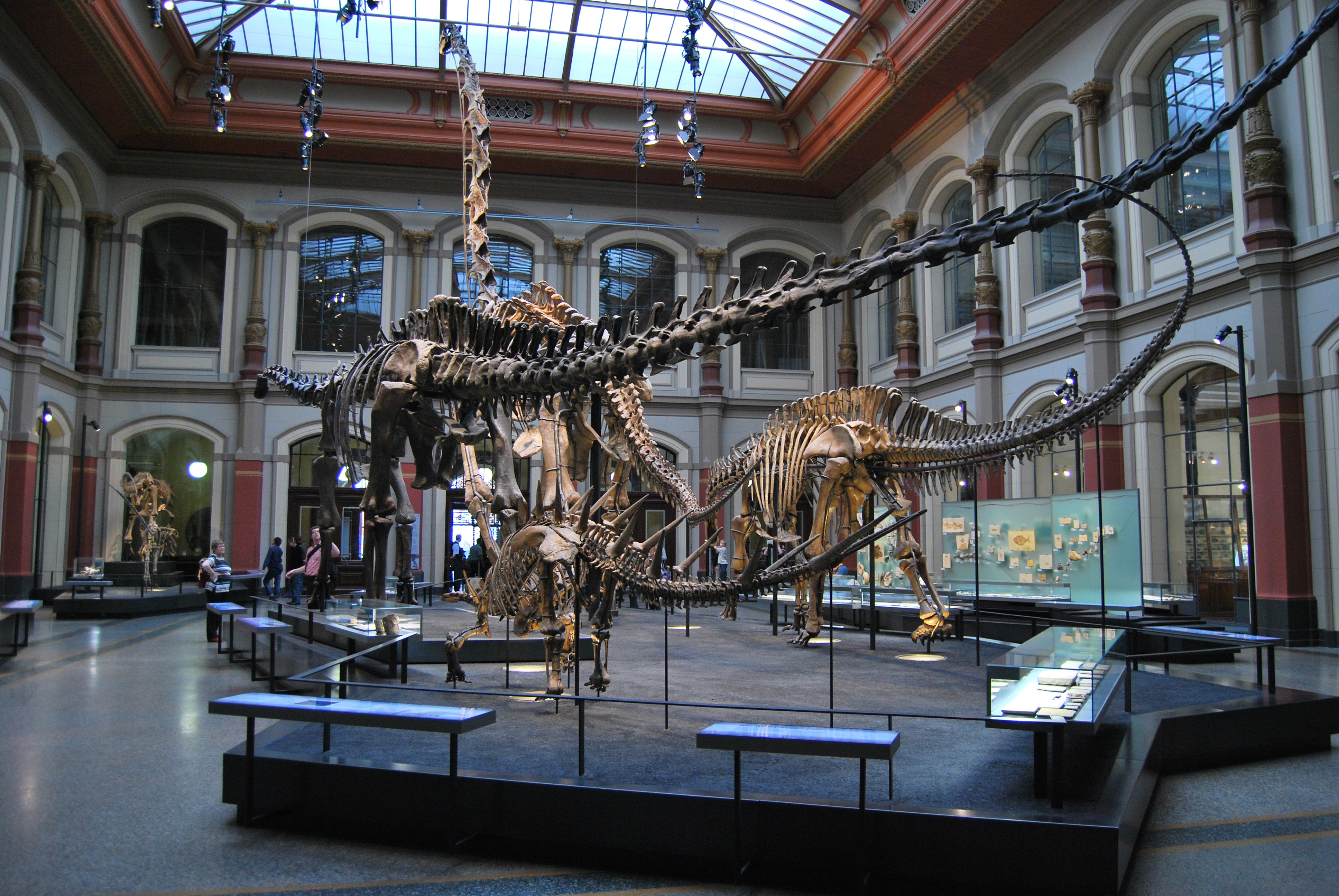
フンボルト博物館・恐竜の展示 (Museum für Naturkunde)

### Campus Adlershof (アドラースホーフ キャンパス)

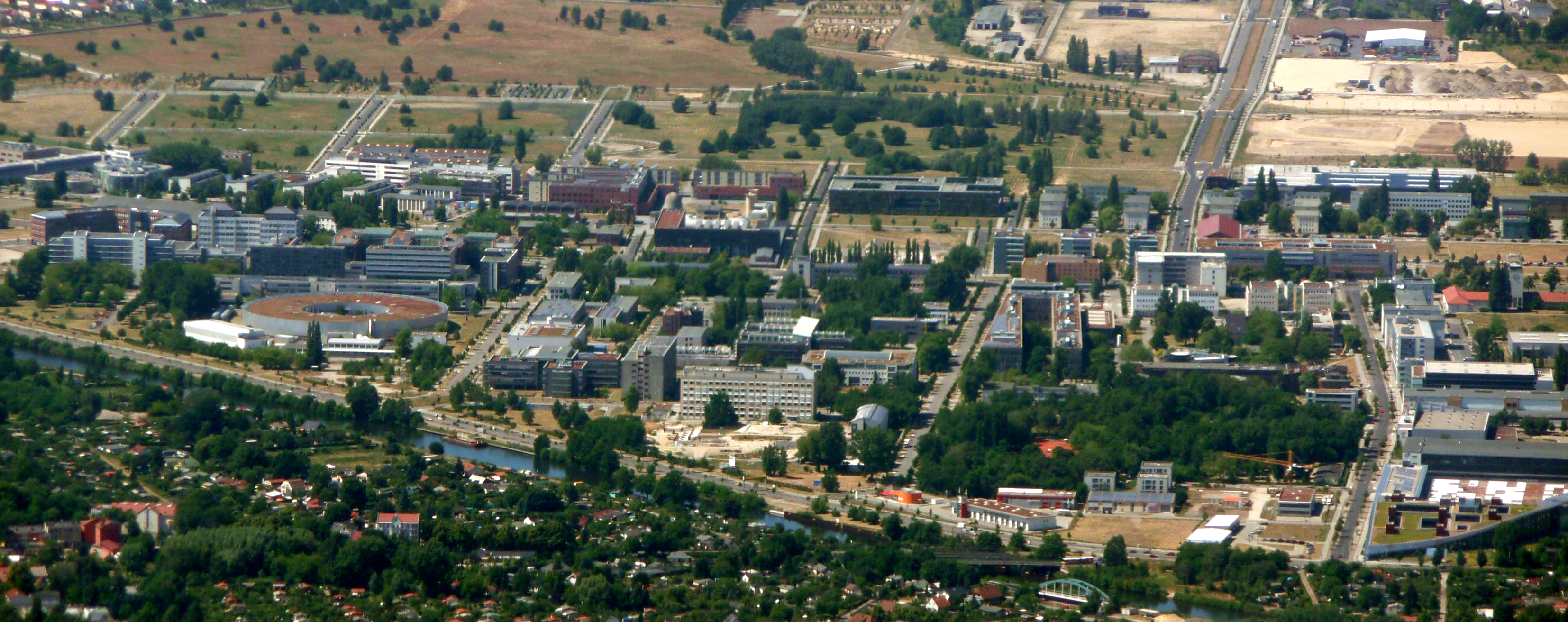
アドラースホーフの科学工業技術団地 (WISTA-Technologiepark in Adlershof aus der Vogelperspektive)

ベルリン南東部、トレプトウ＝ケーペニック区アードラースホーフ地区にある。このキャンパスは、東ドイツ時代も、研究機関を集積させた「Wissenschaftsstandort（科学拠点）」であった。
理学部の研究機関は主に同キャンパス上に位置する。化学や物理学といった理系の研究機関が数多く存在し、今日では同キャンパスが位置する付近は、ヨーロッパ最大の科学工業技術団地の一つとなっている。

## 日本の協定校
- 東京大学
- 京都大学
- 早稲田大学
- 千葉大学
- 中央大学
- 立命館大学
- 立教大学
- 法政大学

## 関係者

### 教授など
- ヴィルヘルム・フォン・フンボルト（創立者）
- ヨハン・ゴットリープ・フィヒテ（初代総長）
- マルティン・ハインリヒ・クラプロート （教授　1810年-　）
- フリードリヒ・カール・フォン・サヴィニー（教授　1810年-　総長1812年-1814年）
- ゲオルク・ヴィルヘルム・フリードリヒ・ヘーゲル（教授　1818年-　総長1830年-1831年）
- アルトゥル・ショーペンハウアー（講師　1819年）
- レオポルト・フォン・ランケ （助教授　1825年-、教授　1834年）
- エドゥアルト・ガンス（員外教授　1826年、教授　1828年）
- ヤーコプ・グリム
- ヴィルヘルム・グリム
- ヨハン・フランツ・エンケ （教授　1844年-）
- フリードリヒ・シェリング
- ロベルト・レーマク （教授　1859年-）
- カール・ワイエルシュトラス（教授　1864年-）
- アウグスト・ヴィルヘルム・フォン・ホフマン（教授　1865年-）
- ヘルマン・グリム （教授　1870年-）
- アドルフ・ワーグナー （教授　1870年-1917年）
- エドゥアルト・ツェラー （教授　1872年-）
- ヴィルヘルム・ディルタイ （教授　1882年-1905年）
- グスタフ・キルヒホフ（教授　1875年-1887年）
- ヤコブス・ヘンリクス・ファント・ホッフ
- フリードリッヒ・シュライアマハー （教授　1881年-）
- グスタフ・フォン・シュモラー （教授1882年-1913年）
- ロベルト・コッホ （教授1885年-　　1891年-:伝染病研究所長）
- ゲオルク・ジンメル （私講師　1885年-　員外教授　1900年-）
- フェルディナント・フォン・リヒトホーフェン （教授1886年-）
- オットー・フォン・ギールケ（教授　1887年-　総長1902年-1903年）
- アドルフ・フォン・ハルナック （教授　1888年-）
- ウィロビー・D・ミラー
- マックス・プランク（教授　1892年-　総長1913年-）
- ウルリヒ・フォン・ヴィラモーヴィッツ＝メレンドルフ （教授　1897年-）
- ヘルマン・アマンドゥス・シュヴァルツ （教授　1898年-）
- フランツ・フォン・リスト （教授1899年-1916年）
- イスマール・エルボーゲン
- エトムント・ランダウ
- ルートヴィヒ・リース
- パウル・ドルーデ （物理学研究所所長　1905年-1906年）
- ヴァルター・ネルンスト（教授　1905年-1914年, 物理学研究所所長　1924年-1933年）
- ハインリヒ・ルーベンス （物理学研究所所長　1906年-1922年）
- アルブレヒト・ペンク（教授　1906年-1927年）
- ハインリヒ・ヴェルフリン
- イザーク・ヨースト
- アルベルト・アインシュタイン（教授）
- オットー・ディールス
- フェルディナント・ゲオルク・フロベニウス
- リヒャルト・ヴィルシュテッター
- フリードリヒ・マイネッケ （教授　1914年 -1928年）
- ヴェルナー・ゾンバルト （教授　1917年 -1931年）
- マックス・フォン・ラウエ （教授　1919年　-1943年）
- リヒャルト・フォン・ミーゼス
- ルドルフ・ミンコフスキー
- エドゥアルト・シュプランガー （教授　1920年-1946年）
- カール・リッター （教授　1920年-）
- カール・ノイベルグ （教授　1921年-1937年）
- オットー・ワールブルク （助教授　1921年-1927年）
- エルヴィン・シュレーディンガー（教授　1927年-1933年）
- カール・トロール （教授　1930年-1937年）
- ニコライ・ハルトマン （教授　1931年-1945年）
- ディートリヒ・ボンヘッファー（講師　1931年-1936年）
- ヴォルフガング・ケーラー
- アルトゥル・ローゼンベルク
- カール・シュミット（教授　1933年-1945年）
- グスタフ・ラートブルフ（教授　1934年-1942年）
- 肥沼信次
- パスクアル・ヨルダン （教授　1944年-1945年）
- アンドレアス・マイスリンガー
- フリードリヒ・キットラー （教授　1993年-）
- ヨアヒム・ザウアー （教授　1993年-） アンゲラ・メルケル首相の夫
- ヘルベルト・シュネーデルバッハ（教授　1993年－2002年、名誉教授）

### 卒業生・留学生など
- クルト・アイスナー
- ティモシー・ガートン・アッシュ
- クルト・アルダー
- ゴルトツィーエル・イグナーツ
- フレデリック・イーストレイク
- カール・フリードリヒ・フォン・ヴァイツゼッカー
- グスタフ・ヴィーデマン
- ルーペルト・ヴィルト
- マックス・ヴェルトハイマー
- アウグスト・ヴィルヘルム・フォン・プロイセン
- ヴィルヘルム・ヴィーン
- ロバート・ウィリアム・ウッド
- セルゲイ・エリセーエフ
- ヨハン・エドゥアルト・エルトマン
- パウル・エールリヒ
- レオ・カナー
- コンスタンティン・カラテオドリ
- エルンスト・カントロヴィチ
- パウル・キルヒホフ
- カール・ケレーニイ
- ハンス・コッファーマン
- ソフィア・コワレフスカヤ
- グスタフ・コーン
- トーマス・シー
- カール・ジーゲル
- ハンス・ヨアヒム・シェートリヒ
- テオドール・シュトルム
- オスヴァルト・シュペングラー
- カール・シュミット
- ヴァルター・ショットキー
- ゲルショム・ショーレム
- セルジュ・チェリビダッケ（指揮者）
- イラクリー・ツェレテリ
- イワン・ツルゲーネフ
- パウル・ティリッヒ
- ウィリアム・デュアン
- エンゲルベルト・ドルフース
- カール・ノイベルグ
- フランツ・エルンスト・ノイマン
- ジョン・フォン・ノイマン
- フリッツ・ハイダー
- アドルフ・フォン・バイヤー
- アルバート・O・ハーシュマン
- フリッツ・ハーバー
- ポール・A・バラン
- オットー・フォン・ビスマルク
- テオドール・ビルロート
- イマヌエル・ヘルマン・フィヒテ
- ルートヴィヒ・アンドレアス・フォイエルバッハ
- アドルフ・フルヴィッツ
- ベルトルト・ブレヒト
- ジェイムス・フランク
- カシミール・フンク
- ゲオルク・ド・ヘヴェシー
- スヴェン・ヘディン
- グスタフ・ヘルツ
- カール・ヘンペル
- ワルサー・ボーテ
- カール・マルクス
- ジョージ・ハーバート・ミード
- カール・ルートヴィヒ・ミヘレット
- フリードリヒ・マックス・ミュラー
- ロベルト・ムージル
- フランツ・メーリング
- カール・グスタフ・ヤコブ・ヤコビ
- フェルディナント・ラッサール
- フリードリヒ・ラッツェル
- エトムント・ランダウ
- カール・リープクネヒト
- ベルンハルト・リーマン
- ライナー・マリア・リルケ
- ヴィルヘルム・ルー
- ハンス・ルーデンドルフ
- フリードリープ・フェルディナント・ルンゲ
- ワシリー・レオンチェフ
- エルンスト・レーマク
- ロベルト・レーマク
- ハリー・レーマン
- アーミン・ロイシュナー
- ヨハン・カール・ローゼンクランツ
- カール・バルト
- ジョン・オーグスタス・ローブリング（アメリカの建築家、ブルックリン橋の施設者）
- ミシェル・バチェレ（チリ共和国第34代大統領）
- エルンスト・フォン・レボイル・パシュウィツ
- 大塚金之助
- 萩原三圭
- 陳寅恪
- 青山胤通
- 安部磯雄
- 熊谷岱蔵
- 高橋順太郎
- 高橋義孝
- 高根義人
- 三浦守治
- 山岡萬之助
- 寺田寅彦
- 新村出
- 世耕弘一
- 清水郁太郎
- 村山七郎
- 長井長義
- 藤田喜作
- 徳川義寛
- 内田芳明
- 梅謙次郎
- 穂積陳重
- 穂積八束
- 照井日出喜
- 牧野英一
- 末岡精一
- 北畠教真
- 佐藤進 (軍医)
- 呉建
- 宮原武熊
- 斎藤幸平